# Drapetis onconeura
Drapetis onconeura är en tvåvingeart som beskrevs av Rogers 1983. Drapetis onconeura ingår i släktet Drapetis och familjen puckeldansflugor.
Artens utbredningsområde är Costa Rica. Inga underarter finns listade i Catalogue of Life.